# Mackham
Mackham – przysiółek w Anglii, w Devon. Leży 28,9 km od miasta Exeter, 87,2 km od miasta Plymouth i 229 km od Londynu. Mackham jest wspomniana w Domesday Book (1086) jako Madescame.